# Geissanthus myrianthus
Geissanthus myrianthus är en viveväxtart som först beskrevs av Rudolf Mansfeld, och fick sitt nu gällande namn av Agostini. Geissanthus myrianthus ingår i släktet Geissanthus och familjen viveväxter. Inga underarter finns listade i Catalogue of Life.